# Pouso Redondo
Pouso Redondo är en kommun i Brasilien.   Den ligger i delstaten Santa Catarina, i den södra delen av landet, 1 300 km söder om huvudstaden Brasília. Antalet invånare är 14 812.
I omgivningarna runt Pouso Redondo växer i huvudsak städsegrön lövskog. Runt Pouso Redondo är det ganska glesbefolkat, med 36 invånare per kvadratkilometer.